# بيناكل ستوديو
بنكل ستديو (Pinnacle Studio) هو أحد برامج تحرير الفيديو المصنع من قبل Pinnacle Systems التابعة لشركة Avid

## وصلات خارجية
- موقع شركة Pinnacle systems